# San Carlos, Corrientes
San Carlos är en ort i Argentina.   Den ligger i provinsen Corrientes, i den nordöstra delen av landet, 800 km norr om huvudstaden Buenos Aires. San Carlos ligger 205 meter över havet och antalet invånare är 3 350.
Terrängen runt San Carlos är huvudsakligen platt. San Carlos ligger uppe på en höjd. Runt San Carlos är det ganska tätbefolkat, med 60 invånare per kvadratkilometer.. Närmaste större samhälle är San José, 11,6 km öster om San Carlos.
Omgivningarna runt San Carlos är huvudsakligen savann.